# Северный Созик

Северный Созик — река в России, протекает в Верхнекамском и Нагорском районах Кировской области. Устье реки находится в 33 км по правому берегу реки Соз. Длина реки составляет 18 км.
Исток реки на холмах Северных Увалов в 13 км к югу от посёлка Боровой. Исток лежит на водоразделе Вятки и Нырмыча, рядом с истоком Северного Созика находятся верховья реки Сева. Верхнее течение реки лежит в Верхнекамском, нижнее — в Нагорском районе. Река течёт на юго-запад, всё течение проходит по ненаселённому лесу.

## Данные водного реестра
По данным государственного водного реестра России относится к Камскому бассейновому округу, водохозяйственный участок реки — Вятка от истока до города Киров, без реки Чепца, речной подбассейн реки — Вятка. Речной бассейн реки — Кама.
По данным геоинформационной системы водохозяйственного районирования территории РФ, подготовленной Федеральным агентством водных ресурсов:
- Код водного объекта в государственном водном реестре — 10010300212111100030894
- Код по гидрологической изученности (ГИ) — 111103089
- Код бассейна — 10.01.03.002
- Номер тома по ГИ — 11
- Выпуск по ГИ — 1